# Lordotus bucerus
Lordotus bucerus är en tvåvingeart som beskrevs av Daniel William Coquillett 1894. Lordotus bucerus ingår i släktet Lordotus och familjen svävflugor. Inga underarter finns listade i Catalogue of Life.